# Neithard Bulst

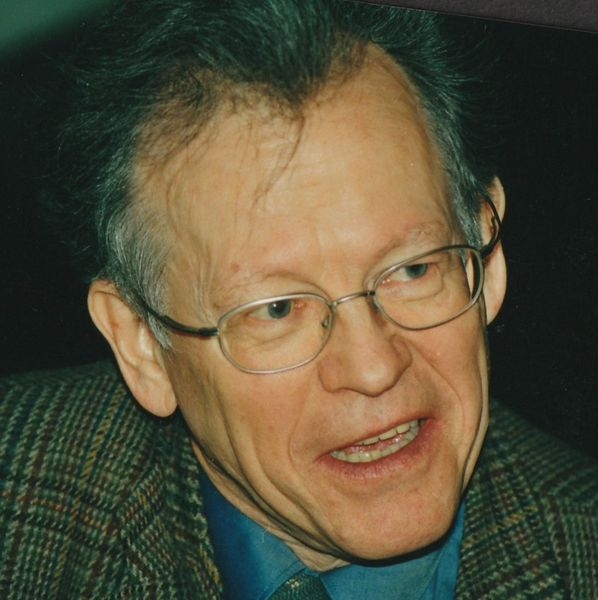
Neithard Bulst im Jahr 2002 aufgenommen von Werner Maleczek

Neithard Bulst (* 14. Juli 1941 in Berlin) ist ein deutscher Historiker. Er lehrte von 1978 bis 2008 als Professor an der Universität Bielefeld.

## Leben und Wirken
Neithard Bulst ist der Sohn von Walther Bulst und Marie Luise Bulst-Thiele. Er studierte Geschichte, Romanistik und politische Wissenschaft an den Universitäten Heidelberg, Kiel, Lyon und Gießen. Das Staatsexamen erfolgte 1965. Im Jahr 1968 wurde Bulst bei Peter Classen in Gießen promoviert über die Klosterreformen Wilhelms von Dijon im 10. und 11. Jahrhundert. Bulst war wissenschaftlicher Assistent und Universitätsdozent in Heidelberg. Dort erfolgte 1976 die Habilitation über die französischen Generalstände von 1468 und 1484. Von 1978 bis zu seiner Emeritierung 2008 lehrte er an der Universität Bielefeld zunächst bis 1997 als Professor für Allgemeine Geschichte mit Schwerpunkt Sozial- und Verfassungsgeschichte des späten Mittelalters und der Frühen Neuzeit und anschließend für Allgemeine Geschichte mit dem Schwerpunkt Geschichte des Mittelalters. Einen Ruf an die Universität Kiel (1994) lehnte er ab.
In den Jahren 1981, 1985, 1988, 1998 und 2003 war er Directeur d’Études associé am Centre de Recherches Historiques der École des Hautes Études en Sciences Sociales. Bulst nahm Gastprofessuren an der Central European University in Budapest (1994, 1995 und 1996) und an der Universität Paris 7 (Université Denis Diderot, 1994, 2003 und 2005) wahr. Von 1994 bis 1995 war er Mitglied des Institute for Advanced Study in Princeton. Gemeinsam mit Jochen Hoock gründete und koordinierte er von 1998 bis 2008 den Integrierten Deutsch-Französischen Studiengang „Geschichte Bielefeld-Paris 7“.
Im Jahr 1993 wurde er zum ordentlichen Mitglied der Historischen Kommission für Westfalen gewählt. Er ist Mitglied der Vereinigung für Verfassungsgeschichte. Von der französischen Regierung wurde er 2013 zur Würdigung seines wissenschaftlichen Werks sowie seiner erfolgreichen Bemühungen um Studien- und Wissenschaftskontakte zwischen Deutschland und Frankreich zum Offizier des „Ordre des Palmes Académiques“ ernannt. Für sein Werk Les états généraux de France de 1468 et 1484. Recherches prosopographiques sur les députés wurde er 2023 von der Académie des inscriptions et belles-lettres mit der „Première médaille des Antiquités de la France“ ausgezeichnet.
Seine Forschungsschwerpunkte sind Krankheit und Gesellschaft, Sozial- und Kulturgeschichte der mittelalterlichen und frühneuzeitlichen Pest, Aufwands- und Luxusordnungen in Mittelalter und Früher Neuzeit (Deutschland / Frankreich), Geschichte der Repräsentationsversammlungen mit dem Schwerpunkt auf Frankreich, mittelalterliche Demographie, Prosopographie, Rechtsnormen im Wandel, Kirchengeschichte im Hochmittelalter sowie die Grafschaft Lippe in der Frühen Neuzeit. Gemeinsam mit Karl-Heinz Spieß organisierte Bulst 2002 die Frühjahrstagung des Konstanzer Arbeitskreises zur sozialen Wirksamkeit des mittelalterlichen Hospitals. Die Beiträge wurden 2007 herausgegeben.

## Schriften (Auswahl)
Monografien
- Untersuchungen zu den Klosterreformen Wilhelms von Dijon (962–1031) (= Pariser historische Studien. Bd. 11). Röhrscheid, Bonn 1973, ISBN 3-7928-0315-1 (Digitalisat).
  - Ricerche sulle Riforme Monastiche di Guglielmo da Volpiano (962–1031). Traduzione dall’originale tedesco a cura dell’associazione Terra di Guglielmo. Byte&Type, Foglizzo 2014, ISBN 978-88-909588-0-9 (Italienische Übersetzung ergänzt um ein neues Vorwort und einen bibliographischen Anhang (1973–2014)).
- Die französischen Generalstände von 1468 und 1484. Prosopographische Untersuchungen zu den Delegierten (= Francia. Beiheft, Bd. 26). Thorbecke, Sigmaringen 1992, ISBN 3-7995-7326-7 (Digitalisat).
  - Les états généraux de France de 1468 et 1484. Recherches prosopographiques sur les députés. Éditions de la Sorbonne, Paris 2022, ISBN 979-10-351-0803-8 (französische Übersetzung).
- Recht, Raum und Politik. Von der spätmittelalterlichen Stadt zur Europäischen Union (= Das Politische als Kommunikation. Bd. 6). Wallstein, Göttingen 2015, ISBN 978-3-8353-1150-3.

Herausgeberschaften
- Politik und Kommunikation. Zur Geschichte des Politischen in der Vormoderne (= Historische Politikforschung. Bd. 7). Campus, Frankfurt am Main 2009, ISBN 978-3-593-38000-1.
- mit Ingrid Gilcher-Holtey, Heinz-Gerhard Haupt: Gewalt im politischen Raum. Fallanalysen vom Spätmittelalter bis ins 20. Jahrhundert (= Historische Politikforschung. Bd. 15). Campus, Frankfurt am Main 2008, ISBN 978-3-593-38730-7.
- mit Willibald Steinmetz: Reinhart Koselleck 1923–2006. Reden zur Gedenkfeier am 24. Mai 2006. Mit einem Beitrag von Melvin Richter (= Bielefelder Universitätsgespräche und Vorträge. Bd. 9). Universität Bielefeld, Informations- und Pressestelle, Bielefeld 2007.
- mit Karl-Heinz Spieß: Sozialgeschichte mittelalterlicher Hospitäler (= Vorträge und Forschungen. Bd. 65). Thorbecke, Ostfildern 2007, ISBN 3-7995-6865-4 (Digitalisat).
- mit José Kastler, Heinrich Rüthing: Die Weser. Ein Fluß in Europa. Symposiumsband zur Wirtschafts- und Kulturgeschichte des Weserraums in der Frühen Neuzeit (= Materialien zur Kunst- und Kulturgeschichte in Nord- und Westdeutschland. Bd. 27). Weserrenaissance-Museum Schloß Brake, Bamberg 2001, ISBN 3-9807816-0-7.
- mit Robert Descimon, Alain Guerreau: L'Etat ou le roi. Les fondations de la modernité monarchique en France (XIVe–XVIIe siècles). Éditions de la Maison des sciences de l’homme, Paris 1996, ISBN 2-7351-0714-0.
- mit Robert Jütte: Zwischen Sein und Schein. Kleidung und Identität in der ständischen Gesellschaft (= Saeculum. Bd. 44, 1). Karl Alber, Freiburg/München 1993, ISSN 0080-5319.
- mit Jochen Hoock, Wolfgang Kaiser: Die Grafschaft Lippe im 18. Jahrhundert. Bevölkerung, Wirtschaft und Gesellschaft eines deutschen Kleinstaates (= Sonderveröffentlichungen des Naturwissenschaftlichen und Historischen Vereins für das Land Lippe. Bd. 40). Verlag für Regionalgeschichte, Bielefeld 1993, ISBN 3-927085-59-6.
- mit Robert Delort: Maladies et Société (XIIe–XVIIIe siècles). Actes du colloque de Bielefeld, novembre 1986. Editions du Centre National de la Recherche scientifique, Paris 1989, ISBN 2-222-04199-6.
- mit Jean-Philippe Genet: La ville, la bourgeoisie et la genèse de l'Etat Moderne (XIIe–XVIIIe siècles). Actes du colloque de Bielefeld 1985 (= Colloque international du Centre National de la Recherche Scientifique). Editions du Centre National de la Recherche scientifique, Paris 1988, ISBN 2-222-04076-0.
- mit Jean-Philippe-Genet: Medieval Lives and the Historian. Studies in Medieval Prosopography, Bielefeld Conference, December 3–5, 1982. Medieval Institute Publications, Kalamazoo (Michigan) 1986, ISBN 0-918720-70-2.
- mit Jochen Hoock, Franz Irsigler: Bevölkerung, Wirtschaft und Gesellschaft. Stadt-Land-Beziehungen in Deutschland und Frankreich 14. bis 19. Jahrhundert. Auenthal-Verlag, Trier 1983, ISBN 3-89070-004-7.
- mit Joseph Goy, Jochen Hoock: Familie zwischen Tradition und Moderne. Studien zur Geschichte der Familie in Deutschland und Frankreich vom 16. bis zum 20. Jahrhundert (= Kritische Studien zur Geschichtswissenschaft. Bd. 48). Vandenhoeck & Ruprecht, Göttingen 1981, ISBN 3-525-35706-0.
- mit Horst Günther: Etienne de la Boétie. Von der freiwilligen Knechtschaft (= Europäische Bibliothek. Bd. 2). Europäische Verlagsanstalt, Frankfurt am Main 1980, ISBN 3-434-00704-0 (2. Aufl. Hamburg 1992).